# NGC 5962
NGC 5962 је спирална галаксија у сазвежђу Змија која се налази на NGC листи објеката дубоког неба.
Деклинација објекта је + 16° 36' 28" а ректасцензија 15h 36m 31,6s. Привидна величина (магнитуда) објекта NGC 5962 износи 11,3 а фотографска магнитуда 12,0. Налази се на удаљености од 31,8000 милиона парсека од Сунца. NGC 5962 је још познат и под ознакама UGC 9926, MCG 3-40-11, CGCG 107-12, IRAS 15342+1646, PGC 55588.